# Nginx
Nginx (udtalt "engine x") er en web server med fokus på høj parallelitet, ydelse og lavt hukommelsesbrug. Nginx kan også opføre sig som en reverse proxy server for HTTP, HTTPS, SMTP, POP3 og IMAP dataprotokollerne, såvel som load-balancer og en HTTP cache.
Nginx blev skabt af Igor Sysoev i 2002, Nginx kan køre på Unix, Linux, BSD-varianter, OS X, Solaris, AIX, HP-UX og Microsoft Windows. Nginx er udgivet under en BSD-lignende licenser, Nginx er fri og åben source software.
Nginx bliver blandt andet anvendt af Wikipedia, som var det tiende meste besøgte site på www i 2015.[kilde mangler]